# Lim Jong-hoon
Lim Jong-hoon (n. 21 ianuarie 1997, Busan, Coreea de Sud) este un jucător de tenis de masă ce a reprezentat Coreea de Sud, medaliat olimpic. A participat la o ediție a Jocurilor Olimpice (2024) în care a câștigat o medalie de bronz.

## Participări
Lista de mai jos prezintă principalele competiții la care a participat Lim Jong-hoon de-a lungul carierei.
- Tenis de masă la Jocurile Olimpice de vară din 2024 - dublu mixt